# Badendorf (Szlezwik-Holsztyn)
Badendorf (dolnoniem. Badendörp) – gmina w Niemczech, w kraju związkowym Szlezwik-Holsztyn, w powiecie Stormarn, wchodzi w skład urzędu Nordstormarn.